# Tour de La Rioja
Le Tour de La Rioja (en espagnol : Vuelta a La Rioja) est une course cycliste par étapes espagnole disputée dans la communauté autonome de La Rioja. Créé en 1957, il fait partie de l'UCI Europe Tour dans la catégorie 1.1 depuis 2009. Entre 2005 et 2008, la course se disputait sur plusieurs étapes.
L'édition 2018 est annulée pour des raisons économiques, tout comme celle de 2019 qui devait également être une manche de la Coupe d'Espagne.

## Palmarès
| Année | Vainqueur                      | Deuxième                | Troisième                     |
| ----- | ------------------------------ | ----------------------- | ----------------------------- |
| 1957  | Alberto Sant                   | Cosme Barrutia          | Salvador Botella              |
| 1958  | Manuel Martín Piñera           | José Antonio Musitu     | Luciano Montero               |
| 1960  | Ángel Rodríguez                | Juan Campillo           | Raúl Rey                      |
| 1962  | Carlos Echeverría              | Adolfo Legarra          | Sebastián Elorza              |
| 1963  | Carlos Echeverría              | José Antonio Momeñe     | Antonio Barrutia              |
| 1964  | Antonio Barrutia               | Carlos Echeverría       | Ramón Mendiburu               |
| 1965  | Juan María Uribezubia          | Valentín Uriona         | Carlos Echeverría             |
| 1966  | Antonio Gómez del Moral        | Mariano Díaz            | José Manuel Lasa              |
| 1967  | Gabino Erenozaga               | Eugenio Lisarde         | Andrés Gandarias              |
| 1968  | Ramón Mendiburu                | José Ramón Goyeneche    | Jesús Roda                    |
| 1969  | Luis Ocaña                     | Andrés Gandarias        | Francisco Galdós              |
| 1970  | Carlos Echeverría              | José Luis Galdamez      | Juan María Santisteban        |
| 1971  | Jesús Manzaneque               | José Casas              | José Luis Abilleira           |
| 1972  | José Antonio Pontón            | Luis Pedro Santamarina  | Antonio Martos                |
| 1973  | Jesús Manzaneque               | Francisco Galdós        | José Pesarrodona              |
| 1974  | Jesús Manzaneque               | Juan Manuel Santisteban | José Casas                    |
| 1975  | Javier Elorriaga               | Jesús Manzaneque        | Vicente López Carril          |
| 1977  | Rafael Ladrón de Guevara       | Domingo Perurena        | Carlos Melero                 |
| 1978  | Francisco Galdós               | Vicente Belda           | Ismaël Lejarreta              |
| 1979  | Eulalio García                 | Jesús Manzaneque        | Ángel López del Álamo         |
| 1980  | Jesús Suárez Cueva             | Eulalio García          | Vicente Belda                 |
| 1981  | Isidro Juárez                  | Alberto Fernández       | Juan Fernández                |
| 1982  | Marino Lejarreta               | Vicente Belda           | Eulalio García                |
| 1983  | Eduardo Chozas                 | Arsenio González        | Enrique Aja                   |
| 1984  | Iñaki Gastón                   | Julián Gorospe          | Jesús Blanco Villar           |
| 1985  | Francisco Antequera            | Enrique Aja             | Jesús Blanco Villar           |
| 1986  | José Luis Laguía               | Mariano Sánchez         | Francisco Antequera           |
| 1987  | Reimund Dietzen                | Iñaki Gastón            | Julián Gorospe                |
| 1988  | Federico Echave                | Marino Alonso           | Juan Carlos González Salvador |
| 1989  | Enrique Aja                    | Julián Gorospe          | Fernando Quevedo              |
| 1990  | Alfonso Gutiérrez              | Iñaki Gastón            | Enrique Aja                   |
| 1992  | Mikel Zarrabeitia              | Antonio Martín Velasco  | Viktor Klimov                 |
| 1993  | Laurent Jalabert               | Kiko García             | Assiat Saitov                 |
| 1994  | José María Jiménez             | Alex Zülle              | David García Marquina         |
| 1995  | Miguel Indurain                | José María Jiménez      | Laudelino Cubino              |
| 1996  | Roberto Sierra                 | Herminio Díaz Zabala    | Francisco Cabello             |
| 1997  | José María Jiménez             | Santiago Blanco         | Marcos Serrano                |
| 1998  | Abraham Olano                  | Juan Carlos Domínguez   | Santiago Blanco               |
| 1999  | Juan Carlos Domínguez          | Jan Hruška              | Igor González de Galdeano     |
| 2000  | Miguel Ángel Martín Perdiguero | Ángel Vicioso           | Roberto Heras                 |
| 2001  | César Solaun                   | Aitor Kintana           | José María Jiménez            |
| 2002  | Carlos Torrent                 | Denis Menchov           | Xavier Florencio Cabré        |
| 2003  | Félix Cárdenas                 | Francisco Mancebo       | José Manuel Maestre           |
| 2004  | Vladimir Karpets               | José Ángel Gómez        | Josep Jufré                   |
| 2005  | Javier Pascual Rodríguez       | Israel Pérez            | Jaume Rovira Pous             |
| 2006  | Ricardo Serrano                | Rubén Plaza             | Vladimir Efimkin              |
| 2007  | Rubén Plaza                    | Vladimir Karpets        | Cândido Barbosa               |
| 2008  | Manuel Calvente                | Sergio Pardilla         | Niklas Axelsson               |
| 2009  | David García Dapena            | Ángel Vicioso           | Manuel Vázquez Hueso          |
| 2010  | Ángel Vicioso                  | Aitor Pérez Arrieta     | Marcos García                 |
| 2011  | Imanol Erviti                  | Juan Pablo Suárez       | Giovanni Báez                 |
| 2012  | Evgeny Shalunov                | Pablo Urtasun           | Mikhail Antonov               |
| 2013  | Francesco Lasca                | Michael Matthews        | Ken Hanson                    |
| 2014  | Michael Matthews               | Francesco Lasca         | Carlos Barbero                |
| 2015  | Caleb Ewan                     | Daryl Impey             | Andrea Palini                 |
| 2016  | Michael Matthews               | Désattribué             | Carlos Barbero                |
| 2017  | Rory Sutherland                | Michael Albasini        | José Joaquín Rojas            |